# Clarion Hotels

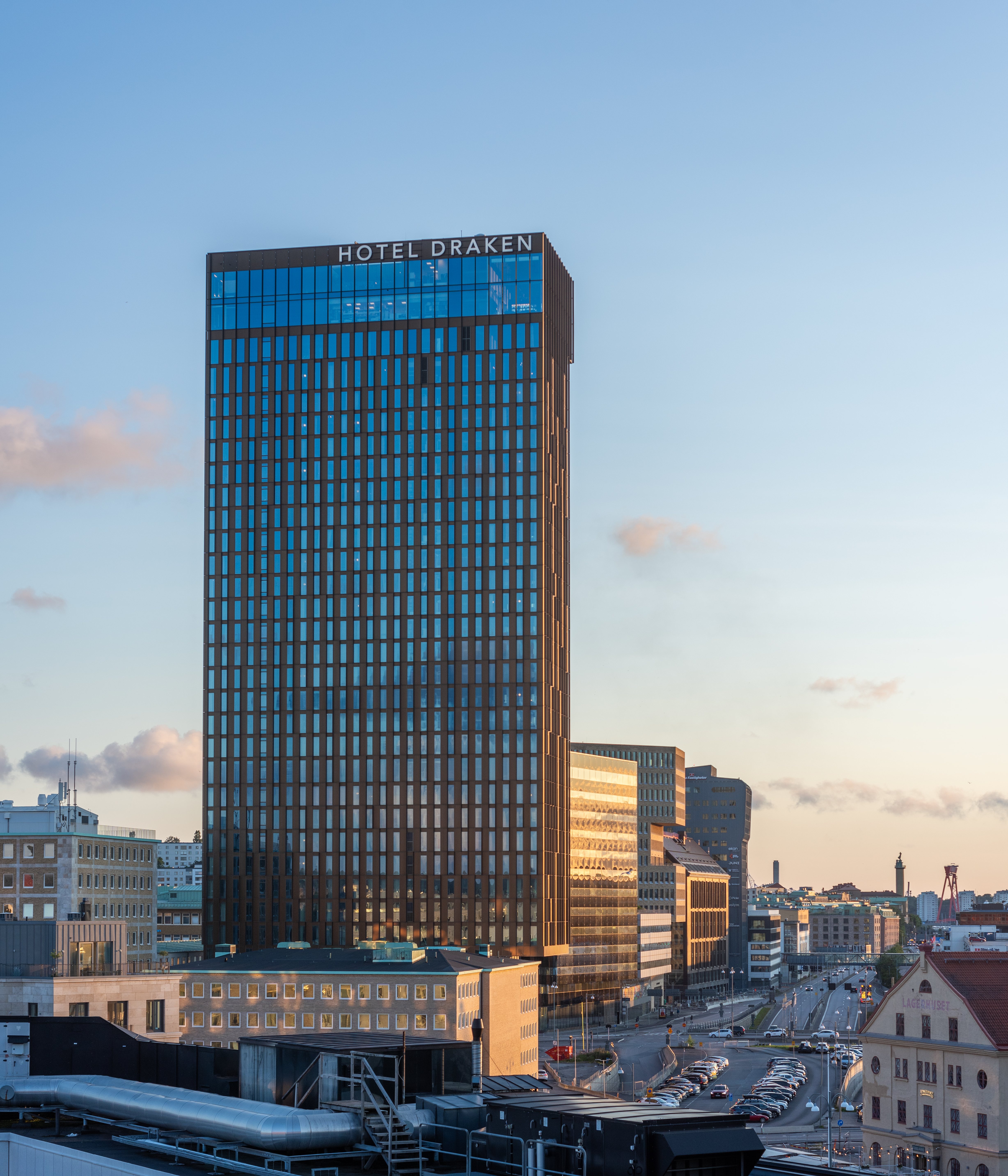
Clarion Hotell Draken i Göteborg.

Clarion Hotels är en hotellkedja inom koncernen Strawberry och ägs av Petter A. Stordalen. Inom koncernen finns fem varumärken och Clarion är ett av de lyxigare varumärkena. De ca 20 hotellen som ingår i kedjan ligger centralt belägna i Sveriges och Norges större städer. Hotellen är fullservicehotell och erbjuder logi, konferens, restaurang, relax och upplevelser. 
När Clarion Hotels rekryterar, inför nyöppningar eller när behov finns, används ofta talangjakter.
Kedjan har blivit utsedd till Sveriges bästa hotellkedja 2010, 2011, 2012, 2013, 2014, 2015 av Travel News och Sveriges resebyråer.

## Hotellen inom kedjan
I Sverige

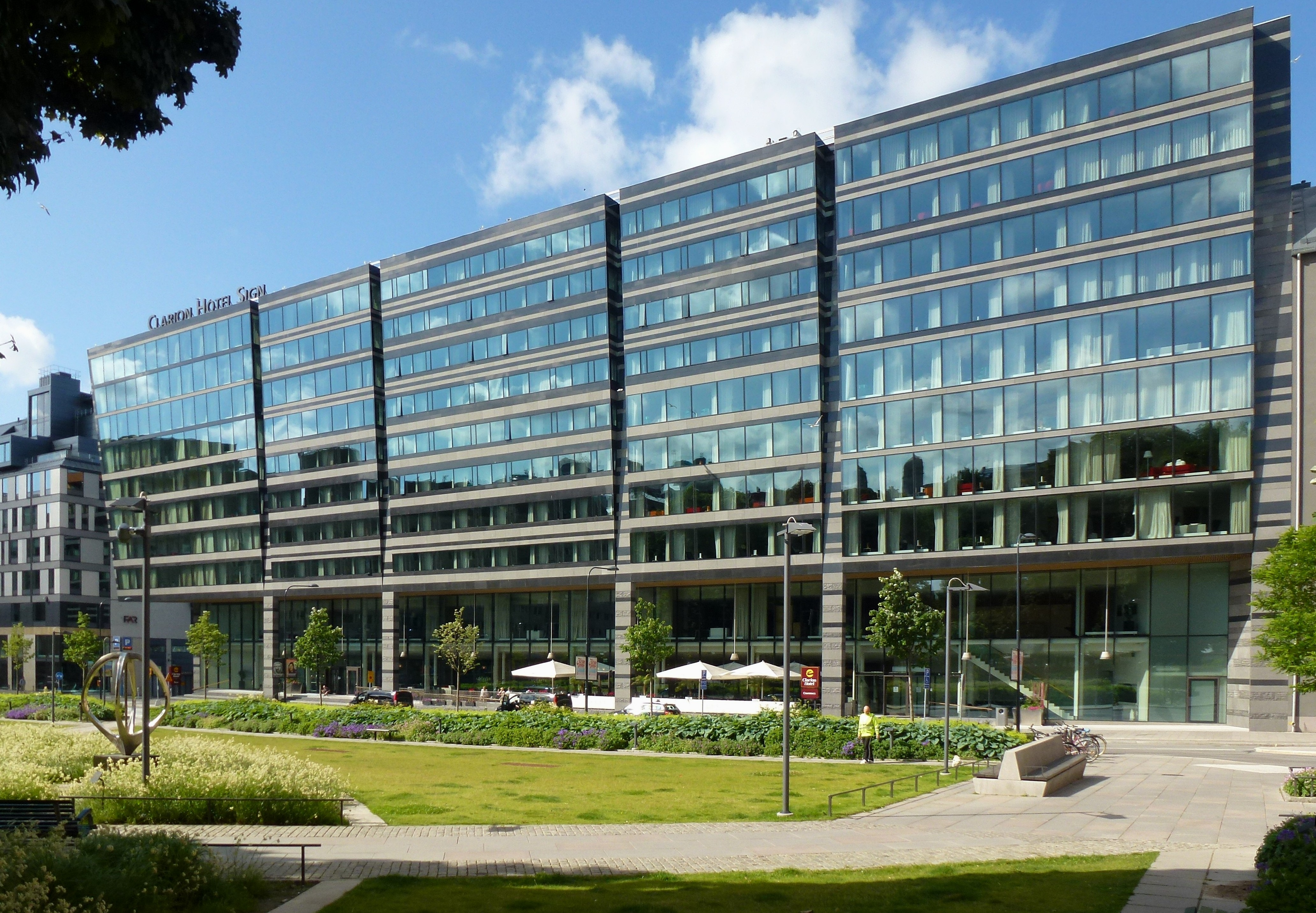
Clarion Hotel Sign (Norra Bantorget)

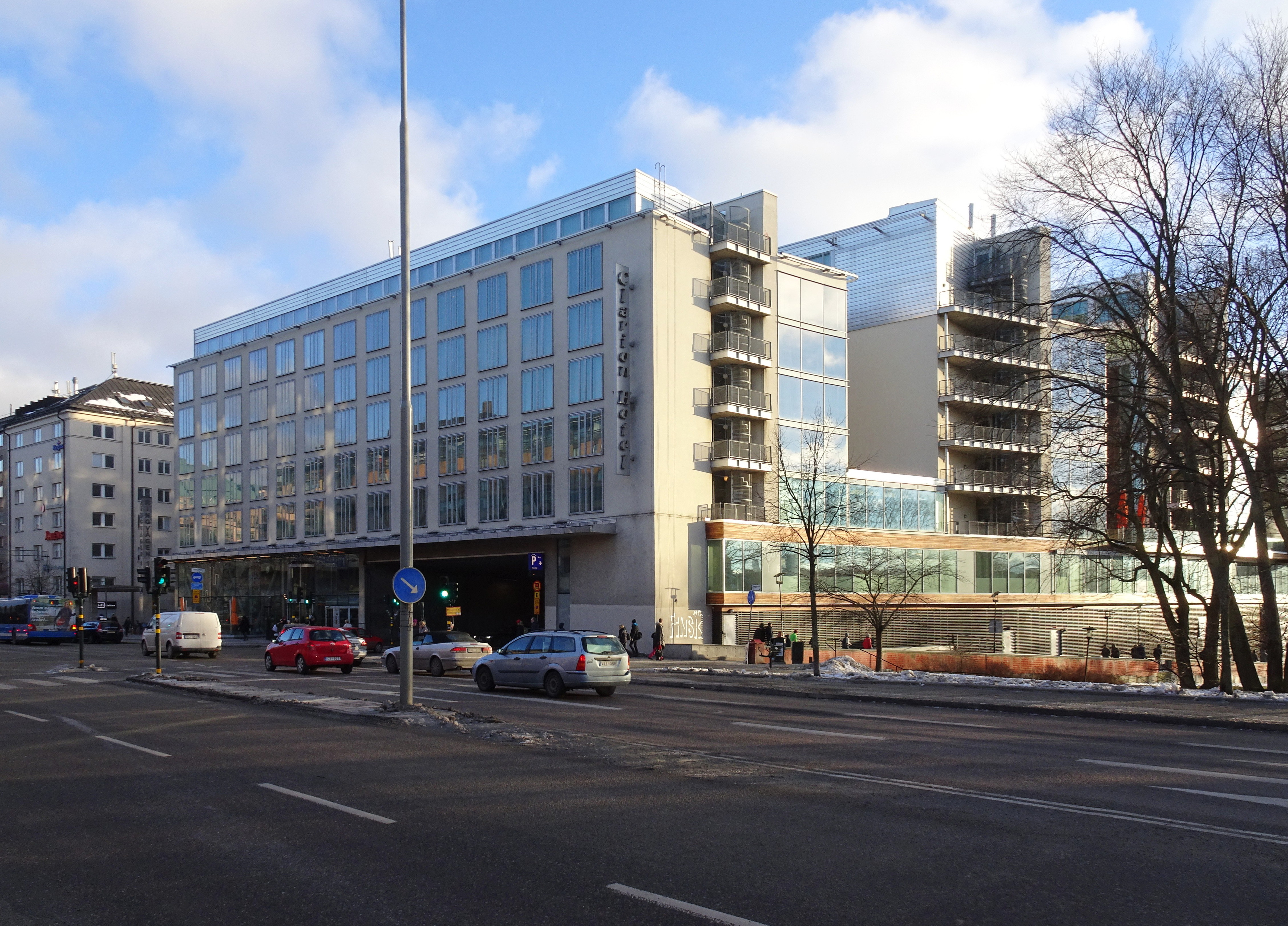
Clarion Hotel Stockholm (Södermalm)

- Clarion Hotel Sign (Norra Bantorget, Stockholm)
- Clarion Hotel Stockholm (Södermalm, Stockholm)
- Clarion Hotel Draken (Göteborg)
- Clarion Hotel Post (Göteborg)
- Hotel The Pier|Clarion The Pier (Göteborg)
- Clarion Hotel & Congress Malmö Live (Malmö)
- Clarion Hotel Arlanda Airport (Arlanda)
- Clarion Hotel Wisby (Visby)
- Clarion Hotel Gillet (Uppsala)
- Clarion Hotel Örebro (Örebro)
- Clarion Hotel Plaza (Karlstad)
- Clarion Grand Hotel Helsingborg (Helsingborg)
- Clarion Hotel Grand Östersund (Östersund)
- Clarion Hotel Winn (Gävle)
- Clarion Hotel Sense (Luleå)

I Norge
- Clarion Hotel & Congress Trondheim (Trondheim)
- Clarion Hotel Royal Christiania (Oslo)
- Clarion Hotel Bergen Airport (Bergen)
- Clarion Hotel Admiral (Bergen)
- Clarion Hotel Stavanger (Stavanger)
- Clarion Hotel Tyholmen (Arendal)
- Clarion Hotel Ernst (Kristiansand)
- Clarion Hotel Bryggen (Tromsø)
- Clarion Hotel Oslo Airport (Gardermoen)